# Дети Земли
«Дети Земли» (хинди धरती के लाल, Dharti Ke Lal) — индийская чёрно-белая драма 1946 года. Дебютный фильм режиссёра Ходжи Ахмада Аббаса, снятый по мотивам пьес Биджона Бхаттачарьи и повести Кришана Чандара.
Стал первым и, фактически, единственным фильмом, снятым Ассоциацией народных театров Индии (IPTA) и остаётся одним из важных хиндиязычных фильмов 1940-х годов. В фильме дебютировала Зохра Сегал, а также сыграл свою первую значимую роль Балрадж Сахни. Это также был первый индийский фильм, который вышел в широкий прокат в СССР.

## Сюжет
Фильм рассказывает о событиях, происходящих после голода в Бенгалии в 1943 году. Последовавшие за голодом наводнения и засуха вынудили сельских жителей искать спасение в городе.
В центре фильма история крестьянской семьи — отец Самаддар, его старший сын Ниранджан с женой Бинодини, а также младший сын Раму и его жена Радхика. Несмотря на хороший урожай и рост цен на зерно во время войны, Самаддар теряет свою собственность, обманутый скупавшим зерно заминдаром. Раму с женой и малолетним сыном отправляются в Калькутту, вскоре за ним следуют и другие члены семьи вместе с тысячами обездоленных крестьян. Пока Раму безуспешно ищет работу, Радхика вынуждена заниматься проституцией, чтобы прокормить семью.
Перед смертью Самаддар призывает семью вернуться на родную землю, где они вместе с другими крестьянами создают коммуну, наподобие советских колхозов. Однако Раму с женой в неё не принимают.

## В ролях
- Балрадж Сахни — Ниранджан, старший сын Самаддара
- Дамаянти Сахни — Бинодини, жена Ниранджана
- Анвар Мирза — Раму, младший сын Самаддара
- Трипти Бхадури — Радхика, жена Раму
- Шомбху Митра — Самаддар
- Уша Дутта — жена Самаддара
- Рашид Ахмед — учитель
- Хамид Датт
- Пратап Оза
- Зохра Сегал

## Производство
В основе сюжета фильма лежат пьесы Биджона Бхаттачарьи «Nabanna» и «Jabanbandi» и повесть Кришана Чандара «Annadata». 
Действие разворачивается во время Второй мировой войны и голода в Бенгалии 1943 года, в условиях усиливающейся идеологии «национального строительства». Поскольку в годы войны производить фильмы разрешалось только лицензированным продюсерам, создателям пришлось обращаться за специальным разрешением на съёмки.
Сценарий фильма Х. А. Аббас написал за месяц и сам занял режиссёрское кресло, взяв в помощники Шомбху Митра, Балраджа Сахни и P. K. Гупту, режиссёра театра на маратхи. Вместе они решили не брать в фильм профессиональных киноактёров. На роли невесток были выбраны актрисы театра Узра Мумтаз и Дина Ганди, однако обе отказались по разным причинам. В итоге основных персонажей сыграли те же актёры, что и в театральной постановке «Nabanna»: Шобху Митра, Трипти Бхадури, Уша Мехта. Жена Балраджа Сахни, Дамаянти, исполнила роль старшей невестки. Рави Шанкар сочинил музыку для фильма, а Шанти Бурдхан поставил танцы.
Фильм был снят на скромные средства с безвозмездной помощью различных организаций, так Всеиндийская федерация студентов и Крестьянский союз организовали людей для съёмок сцен в общественных кухнях и сцен голодных походов.
Достоверность изображаемого подчеркивалась включением в фильм документальных кадров.
Эпизоды жизни калькуттской бедноты снимались в пригородах Бомбея, поскольку в самой Калькутте было объявлено военное положение.
Там создатели смогли заснять только две сцены: героя, работающего рикшей, и вид мусорных куч на фоне отеля Чоуринги, в которых роются нищие мальчишки.

## Реакция и восприятие
Премьера картины состоялась 9 мая 1946 года в Gaiety Theatre в Шимле на специальном показе для журналистов, освещавших встречу индийских политических лидеров. В июне 1946 года фильм вышел в прокат в Калькутте, а 30 августа — в Бомбее.
«Дети Земли» не имел коммерческого успеха на родине, что объясняют недостатком средств на рекламу и, главным образом, тем, что вскоре после его выхода произошел раздел страны. Так, по словам режиссёра, при первом показе был аншлаг, и были распроданы билеты на следующие сеансы, но их отменили из-за беспорядков и меж-общинных волнений.
Индийский журнал о кино того времени Filmindia назвал «Детей Земли» «картиной невзрачной со всех сторон: в подаче материала, в технических приемах и в режиссуре», и только актёрская игра Трипти Бхадури и Балраджа Сахни заработала похвалы.
М. Рагхавенда описал его как «почвенно традиционалистский», отметив, что изображение героев и восприятие мира как неизменного, выраженное через статичность эпизодов и едва заметное течение времени, — плохо сочетается с пропагандируемой в фильме верой в социальные перемены.
Однако стильный и наполненный символами реализм фильма оказался чрезвычайно влиятельным и установил шаблон для многих картин, переходящих от изображения лишений в деревне к страданиям в городе, например, «Обездоленные» (1950) Нимая Гхоша и «Два бигха земли» (1953) Бимала Роя. Он также инициировал новый тип индийской мелодрамы, способный совместить действительность с психоаналитическими и политическими тревогами и желаниями.
Позднее «Дети земли» стал первым индийским фильмом, приобретённым СССР для массового проката. Картина также демонстрировалась в Англии, Франции и ряде других стран. Как писал историк мирового кино Жорж Садуль: «европейские зрители смогли увидеть повседневную жизнь Индии с её жестокими социальными контрастами».
Джордж Джоунс в рецензии The New York Times отметил, что в фильме имеются «очень сильные сцены, включая голодный марш на Калькутту, напоминающие лучшие находки Эйзенштейна. Фильм, безусловно, знаменует собой большой шаг вперед, сделанный индийским кинематографом».